# Мартин Монтоја
Мартин Монтоја Торалбо (шп. Martín Montoya Torralbo; 14. април 1991) професионални је шпански фудбалер. Игра на позицији десног бека и тренутно наступа за Арис.